# Copris ruricola
Copris ruricola là một loài bọ cánh cứng trong họ Bọ hung (Scarabaeidae).